# 記得我愛你
《記得我愛你》是臺灣偶像明星周渝民的第二張個人專輯、於2003年12月31日發行。

## 曲目
1. 記得我愛你
2. 你的體溫
3. 試著愛我一天
4. 媽媽說
5. 怎麼忘
6. 幸福的保證
7. 為何你不來
8. 忽然
9. 三千年的留言
10. 我呼吸你